# Притча о работнике, пришедшем с поля
Притча о работнике, пришедшем с поля — одна из притч Иисуса Христа, содержащаяся в Евангелии от Луки.
В ней Иисус Христос рассказывает о работнике, который вернулся с поля и должен прислуживать своему хозяину.

Кто из вас, имея раба пашущего или пасущего, по возвращении его с поля, скажет ему: пойди скорее, садись за стол? Напротив, не скажет ли ему: приготовь мне поужинать и, подпоясавшись, служи мне, пока буду есть и пить, и потом ешь и пей сам? Станет ли он благодарить раба сего за то, что он исполнил приказание? Не думаю. Так и вы, когда исполните все повеленное вам, говорите: мы рабы ничего не стоящие, потому что сделали, что должны были сделать.
— Лк. 17:7-10

## Толкования

### Православное
По мнению Феофилакта Болгарского, Христос учит этой притчей не превозноситься и не впадать в высокомерие: «Этой притчей объявляется, что не должно величаться никаким совершенством, ни даже исполнением всех заповедей. Ибо на рабе лежит необходимая обязанность исполнять приказания господина, однако же исполнение их не должно вменяться ему в совершенство. Ибо, если раб не будет делать, он достоин ран; а когда сделал, пусть довольствуется тем, что избежал ран, а не должен за это необходимо требовать платы. Ибо заплатить ему, особенно же подарить что-нибудь, зависит от великодушия господина. Так и Богу работающий не должен превозноситься, если исполнит заповеди, ибо он не сделал ничего великого… Равным образом, если он получил дарования, он не должен ими величаться, ибо дарования даны ему по милости Божией, а не потому, будто бы Владыка был ему должен».
С этим согласны и позднейшие интерпретаторы. Так, по мнению архиепископа Аверкия (Таушева), «смысл этого не тот, что Господь не похвалит Своих рабов и не даст им отдыха, а тот, что мы сами на добрые дела свои должны смотреть, как на долг, а на себя, как на непотребных рабов, которые ничего сверх уплаты долга не можем принести Владыке. Иными словами: у человека заслуги перед Богом быть не может».

### Лев Толстой
Лев Толстой в своём сочинении «Соединение и перевод четырёх Евангелий» трактует смысл этой притчи (как и ряда других) с той позиции, «что вера основывается не на том, что нам будут обещать люди, а на сознании своего отношения к Богу».